# Natriumlaurylsulfat
Natriumlaurylsulfat (forkortet SDS, NLS og SLS) (C12H25NaO4S) er et skummemiddel, der reducerer overfladespændingen. Natriumlaurylsulfat bruges typisk i husholdningsprodukter som tandpasta, shampoo og barberskum pga. dets fortykkende og skumdannende effekt. Detergenteffekten skyldes, at molekylets ene ende er en hydrofob kulstofkæde, mens den anden er en hydrofil ionisk gruppe.

## Anvendelse
Natriumlaurylsulfat anvendes i lave koncentrationer i tandpasta, shampoo og barberskum og i meget høje koncentrationer i industrielle produkter såsom motorrens, gulvrens og bilvaskesæber. Herudover benyttes natriumlaurylsulfat i biokemiske laboratorier til at denaturere proteiner der skal undersøges ved hjælp af metoden SDS-PAGE (gelelektroforese).

## Virkning
I tandpasta, shampo og barberskum anvendes natriumlaurylsulfat på grund af sin skumdannende og rengørende effekt. I tandpasta hjælper natriumlaurylsulfat til at løsne/fjerne belægninger på tænderne, idet stoffet har en emulgerende effekt på bakteriebelægninger på tændernes overflade, således at tandbørstningen gøres lettere og mere effektiv. Herudover forøger natriumlaurylsulfat tandpastaens smag.

## Bivirkninger
Natriumlaurylsulfat i tandpasta har været under mistanke for at være en medvirkende årsag til forekomst af blister/ after i munden. Mistanken skyldes, at hvis NLS tilsættes i kosmetiske produkter i højere koncentrationer end de 2 %, der maksimalt er indeholdt i tandpasta, kan det medføre irritation af hud og slimhinder. 
I tandpasta har NLS været anvendt som skummemiddel i mere end 50 år og er godkendt af sundhedsmyndigheder verden over, da koncentrationen af NLS i tandpasta er lav (under 2 %), kontakttiden kort og mængden af NLS i munden efter tandbørstning er mindst 100 gange mindre end den mængde, der skal til for at udløse en hudirritation. 
Undersøgelser, der har søgt at klarlægge, om der er en sammenhæng mellem blister/ after og brugen af tandpasta med NLS har divergerende resultater.
Der er derfor ikke videnskabeligt grundlag for at konkludere, at NLS udgør et problem for personer, der ikke i forvejen har problemer med slimhinden i munden.

## Ekstern kilde/henvisning
1. ↑  Clearance of sodium lauryl sulphate from ... [J Clin Periodontol. 1997] – PubMed – NCBI
2. ↑  Sodium lauryl sulfate and recurrent aphth... [Acta Odontol Scand. 1994] – PubMed – NCBI
3. ↑  The effect of two toothpaste detergents o... [Acta Odontol Scand. 1996] – PubMed – NCBI
4. ↑  The effect of sodium lauryl sulfate... [Compend Contin Educ Dent. 1997] – PubMed – NCBI
5. ↑  The effect of a sodium lauryl sulfate-free dentifri... [Oral Dis. 1999] – PubMed – NCBI